# بين بلاك
بين بلاك (بالإنجليزية: Ben Black)‏ هو لاعب دوري الرغبي أسترالي، ولد في 29 أبريل 1981.